# Burg Foix
Die Burg Foix (französisch: Château de Foix) ist die Ruine einer mittelalterlichen Felsenburganlage im Süden Frankreichs, die sich über die Stadt Foix im Département Ariège erhebt. Sie wurde 1840 vom französischen Kulturministerium als Monument historique eingestuft und ist damit denkmalgeschützt.

## Geschichte

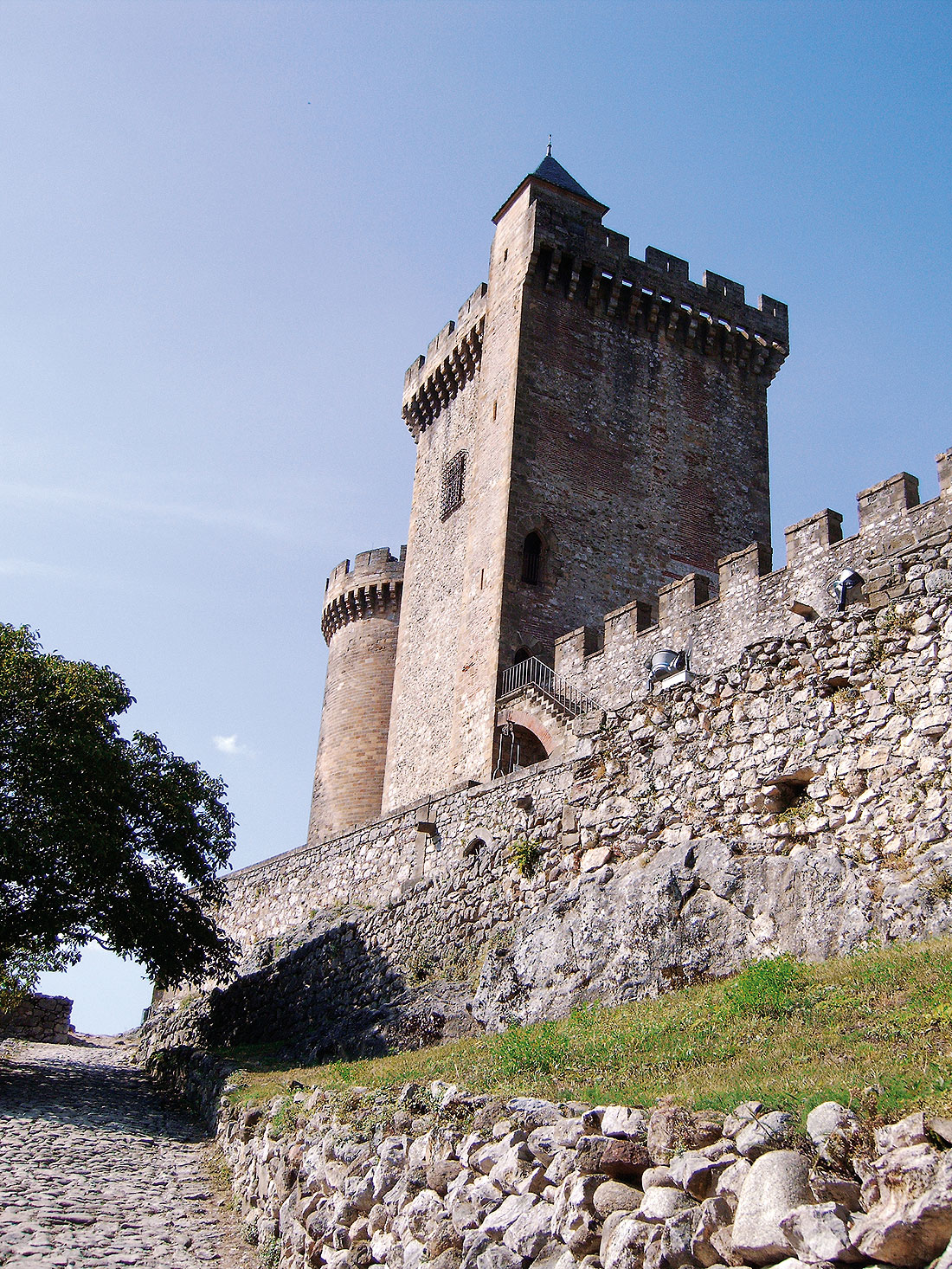
Tour Pointue, Eckturm des Roger II.

Überreste frühester militärischer Nutzungen des Felsens von Foix (französisch: Roc de Foix), der den Zusammenfluss des Arget in die Ariège beherrscht, sind aus dem 7. Jahrhundert erhalten. Im Jahr 987 wird erstmals eine Burg auf dem Felsen schriftlich erwähnt, die dem Grafen Roger dem Alten von Carcassonne gehörte. Dieser vermachte sie seinem jüngeren Sohn Bernard Roger, der das Grafenhaus von Foix begründete und den ersten Turm der Burg, genannt Tour d'Arget, errichten ließ. Graf Roger II. baute den zweiten Turm, der wegen seines spitz zulaufenden Eckturms Tour Pointue genannt wird.
Im 12. Jahrhundert wurde die Burg ein Zentrum der höfischen Welt Okzitaniens. Im Canso de la Crosada wurde ihre zugeschriebene Stärke von einem anonymen Trobador gewürdigt:
„E·l castels es tant fortz qu’el mezeis se defent“
(Die Burg ist so stark, sie verteidigt sich selbst)
Aufgrund der Unterstützung des Grafenhauses für die häretische Sekte der Katharer wurde auch Foix ein Ziel des Albigenserkreuzzuges. Dabei konnte die Burg 1211 und 1212 erfolgreich gegen den Kreuzfahrer Simon IV. de Montfort verteidigt werden. Nach der Niederlage in der Schlacht bei Muret 1213 gab Graf Raimund Roger die Burg jedoch freiwillig auf, erhielt sie aber schon im Folgejahr zurück. Im Jahr 1272 wurde die Burg von König Philipp III. von Frankreich belagert, um den Grafen Roger Bernard III. zu unterwerfen. Der Graf kapitulierte nach zweitägiger Belagerung vor der Übermacht, aber ohne dass der König die Burg gewaltsam einnehmen konnte.
Unter den folgenden Grafen verlor die Burg wegen ihrer Unbequemlichkeit an Bedeutung und wurde von den repräsentativeren Schlössern in Orthez und Pau als Hauptresidenz abgelöst. Für Graf Gaston II. diente sie als Kerker für seine Mutter. Graf Gaston IV. errichtete schließlich den runden Turm (Tour ronde), der die Funktion eines Gefängnisses erhielt und der Burg ihr heutiges Aussehen gab. Im Jahr 1486 wurde die Burg das einzige Mal erobert, von Johann von Foix-Étampes im Kampf gegen seine Nichte, Königin Katharina von Navarra.
Nachdem 1589 der letzte Graf von Foix als Heinrich IV. König von Frankreich geworden war, wurde die Burg mit einer königlichen Garnison besetzt, die dort bis zur Französischen Revolution blieb. In dieser Zeit wurden hier glänzende Feste gefeiert, unter anderem von Jean-Armand du Peyrer, dem Grafen von Tréville, der unter König Ludwig XIII. Kapitän der Musketiere war, und dem Philippe-Henri de Ségur, einem Minister König Ludwigs XVI. Bis zum Jahr 1862 wurde die Burg als Gefängnis genutzt.
Seit 1930 beherbergt die Burg das Regionalmuseum des Départements Ariège, in dem vorgeschichtliche, gallo-römische und mittelalterliche Exponate ausgestellt sind.

## Die Burg in der Kunst
Das Gemälde Berenguer III al castell de Foix zeigt den Grafen Raimund Berengar III. von Barcelona bei dem Kampf um die Burg Foix. Das Werk stammt von dem katalanischen Maler Marià Fortuny aus dem Jahr 1857.